# Sophia van Rheineck
Sophia van Rheineck (ca. 1120 - Jeruzalem, 26 september 1176) was getrouwd met graaf Dirk VI van Holland. Ze was de dochter van Otto van Rheineck graaf van Bentheim en Geertruid van Northeim.
Sophia liet nieuwe abdijkerken bouwen in Egmond en Rijnsburg. In 1138 ging ze samen met haar man op pelgrimstocht naar Jeruzalem en bezocht op de terugweg de paus in Rome. Als weduwe bezocht ze Santiago de Compostella. Daarna bezocht ze nog tweemaal Jeruzalem (1173) en (1176). Tijdens dat laatste bezoek overleed ze in het Mariahospitaal van de Duitse Orde in Jeruzalem. Ze werd in Jeruzalem begraven.

## Kinderen
Dirk en Sophia kregen de volgende kinderen:
- Dirk (ca. 1138 - 1151), begraven te Egmond
- Floris III, graaf van Holland
- Otto, graaf van Bentheim
- Boudewijn, bisschop van Utrecht
- Dirk, bisschop van Utrecht
- Sophia (ovl. na 1202), abdis van Rijnsburg
- Hadewig (ovl. Rijnsburg, 28 augustus 1167) non te Rijnsburg
- Geertruid (ovl. op 13 augustus)
- Petronilla (ovl. 5 december)